# Pierre-Dié Mallet
Pierre-Dié Mallet, né à Rambervillers le 31 décembre 1895 et mort à Nancy le 5 décembre 1976, est un peintre français spécialisé dans la peinture religieuse et l'art héraldique.

## Biographie
Né d'un père bijoutier, le jeune Pierre Mallet semble montrer assez tôt des talents artistiques. Il suit des études à l'école supérieure de Gérardmer puis s'installe à Nancy où il reçoit l'enseignement de Victor Prouvé et d'Émile Friant. Il se tourne ensuite vers la peinture religieuse et notamment la représentation des saints de Lorraine. Il réalise également de nombreux portraits de commande, lui permettant ainsi des rentrées d'argent plus ou moins régulières.
Il épouse le 11 juin 1927 à Paris Jeanne Bonnafour.
Très attaché à sa région natale et à la foi catholique, il ajouta à son prénom, par dévotion, celui de Dié.
Il résida au 145 boulevard d'Haussonville à Nancy.

## Œuvres (liste non exhaustive)
En Lorraine
- Brémoncourt, église Saint-Remy : chemin de croix peint sur tôle de fer, signé Dié. Inscrit au titre des Monuments historiques en 2015,
- Chavigny, église Saint-Blaise : table de communion en pierre sculptée, inscrite au titre des Monuments historiques le 20 septembre 2002.
- Châtenois, église Saint-Pierre : vitrail aux armes de Lorraine,
- Clézentaine, église Saint-Martin : peinture murale représentant saint Dié,
- Domrémy, basilique du Bois-Chenu : peintures de l'abside consacrées à Jeanne d'Arc,
- Deuxville, église Saint-Epvre : statue et bas-reliefs ornant la façade (1929), portrait au pastel du curé Auguste Richard (1930), restauration du buste-reliquaire de saint Epvre provenant de l’église détruite du Mont-Saint-Epvre (1929),
- Einville-au-Jard, église Saint-Laurent : chemin de croix peint sur toile marouflée sur les murs de la nef, statue en bois de sainte Barbe (signature conjointe sur le socle de Pierre-Dié Mallet et « R. Mermet »),
- Gondreville, église de l’Assomption de la Vierge : chemin de croix complet peint sur tôle de fer,
- Maixe, église Saint-Martin : représentation peinte à même le mur du Baptême du Christ dans l’espace des fonts baptismaux,
- Nancy, église Saint-Joseph : peintures murales dans le transept droit (saint Pierre Fourier, saint Dominique et saint Bernard ) et dans la nef (sainte Geneviève, saint Sigisbert et saint Morand d’Altkirch pour le premier groupe ; saint Félix de Valois, saint Clément de Metz et sainte Thérèse d’Avila pour le second)[2]. Il exécute également un bas-relief représentant sainte Rita (1958-1959),
- Nancy, Grand hôtel de la Reine : panneau en bois peint aux armes des ducs de Lorraine,
- Portieux, maison-mère des sœurs de la Providence : portrait du bienheureux Jean-Martin Moyë,
- Saint-Nicolas-de-Port, basilique Saint-Nicolas : peinture commémorant le pèlerinage de Jeanne d’Arc à l’église Saint-Nicolas,
- Sion, basilique Notre-Dame : écu aux armes de la basilique,
- Virecourt, église Saint-Servan : chemin de croix peint sur plaque de bois (1935). Inscrit au titre des Monuments historiques en 2015.

Hors de Lorraine
- Saint-Riquier (Somme), abbatiale de Saint-Riquier : bas-relief en plâtre représentant Jeanne d'Arc emprisonnée, consolée par la visite des moines et des bourgeois de la cité (1930).

Il crée par ailleurs de nombreuses images pieuses et de nombreuses armoiries pour des villes en Lorraine : Champigneulles, Vandœuvre-lès-Nancy...